# Pardiglanis tarabinii
Pardiglanis tarabinii is een straalvinnige vissensoort uit de familie van de stekelmeervallen (Claroteidae). De wetenschappelijke naam van de soort is voor het eerst geldig gepubliceerd in 1972 door Poll, Lanza & Romoli Sassi.